# Canton d'Agon-Coutainville
Le canton d'Agon-Coutainville est une circonscription électorale française du département de la Manche créée par le décret du 25 février 2014 et entrée en vigueur lors des premières élections départementales suivant la publication du décret.

## Histoire
Un nouveau découpage territorial de la Manche entre en vigueur à l'occasion des élections départementales de 2015. Il est défini par le décret du 25 février 2014, en application des lois du 17 mai 2013 (loi organique 2013-402 et loi 2013-403). Les conseillers départementaux sont, à compter de ces élections, élus au scrutin majoritaire binominal mixte. Les électeurs de chaque canton élisent au conseil départemental, nouvelle appellation du conseil général, deux membres de sexe différent, qui se présentent en binôme de candidats. Les conseillers départementaux sont élus pour 6 ans au scrutin binominal majoritaire à deux tours, l'accès au second tour nécessitant 12,5 % des inscrits au 1er tour. En outre la totalité des conseillers départementaux est renouvelée. Ce nouveau mode de scrutin nécessite un redécoupage des cantons dont le nombre est divisé par deux avec arrondi à l'unité impaire supérieure si ce nombre n'est pas entier impair, assorti de conditions de seuils minimaux. Dans la Manche, le nombre de cantons passe ainsi de cinquante-deux à vingt-sept.
Le canton d'Agon-Coutainville est formé de communes des anciens cantons de Saint-Malo-de-la-Lande (six communes), de Lessay (deux communes), de Carentan (deux communes), de Périers (neuf communes) et de Saint-Sauveur-Lendelin (neuf communes). Avec ce redécoupage administratif, le territoire du canton s'affranchit des limites d'arrondissements, avec vingt-six communes incluses dans l'arrondissement de Coutances et deux dans l'arrondissement de Saint-Lô. Le bureau centralisateur est situé à Agon-Coutainville.

## Représentation
| Période élective | Période élective | Mandat | Mandat   | Identité                   | Nuance | Nuance | Qualité                                                                                  |
| ---------------- | ---------------- | ------ | -------- | -------------------------- | ------ | ------ | ---------------------------------------------------------------------------------------- |
| 2015             | 2021             | 2015   | 2021     | Gabriel Daube              |        | UDI    | Consultant en management, maire de Périers                                               |
| 2015             | 2021             | 2015   | 2021     | Dominique Larsonneur-Morel |        | DVD    | Adjointe technique territoriale en lycée                                                 |
| 2021             | 2028             | 2021   | en cours | Isabelle Bouyer-Maupas     |        | DVD    | Ancienne chargée d'études juridiques à la MSA Conseillère municipale d'Agon-Coutainville |
| 2021             | 2028             | 2021   | en cours | Damien Pillon              |        | DVD    | Cadre bancaire retraité Maire-adjoint, ancien maire de Périers (2001-2008)               |

### Résultats détaillés

#### Élections de mars 2015
À l'issue du 1er tour des élections départementales de 2015, deux binômes sont en ballottage : Erick Beaufils et Marie-Jeanne Poullain-Boscher (UMP, 31,9 %) et Gabriel Daube et Dominique Larsonneur-Morel (Union de la Droite, 28,48 %). Le taux de participation est de 53,25 % (7 570 votants sur 14 217 inscrits) contre 50,67 % au niveau départemental et 50,17 % au niveau national.
Au second tour, Gabriel Daube et Dominique Larsonneur-Morel (Union de la Droite) sont élus avec 50,04 % des suffrages exprimés et un taux de participation de 49,71 % (3 058 voix pour 7 067 votants et 14 217 inscrits).
Dominique Larsonneur-Morel a quitté LR et fait partie d'Agir, la droite constructive.

#### Élections de juin 2021
Le premier tour des élections départementales de 2021 est marqué par un très faible taux de participation (33,26 % au niveau national). Dans le canton d'Agon-Coutainville, ce taux de participation est de 36,32 % (5 589 votants sur 15 389 inscrits) contre 32,67 % au niveau départemental. À l'issue de ce premier tour, deux binômes sont en ballottage : Isabelle Bouyer Maupas et Damien Pillon (DVD, 36,11 %) et Laurent Huet et Gaëlle Verove (Union à gauche avec des écologistes, 25,28 %).
Le second tour des élections est marqué une nouvelle fois par une abstention massive équivalente au premier tour. Les taux de participation sont de 34,36 % au niveau national, 32,63 % dans le département et 36,03 % dans le canton d'Agon-Coutainville. Isabelle Bouyer Maupas et Damien Pillon (DVD) sont élus avec 62,17 % des suffrages exprimés (3 151 voix pour 5 536 votants et 15 367 inscrits),,.

## Composition
Le canton comptait vingt-huit communes à sa création.
À la suite de la création des communes nouvelles de Gouville-sur-Mer au 1er janvier 2016 et de Saint-Sauveur-Villages au 1er janvier 2019, ainsi qu'au décret du 5 mars 2020 rattachant entièrement ces deux dernières au canton d'Agon-Coutainville, le nombre de communes entières du canton passe de 28 à 20.
| Nom                                       | Code Insee | Intercommunalité            | Superficie (km2) | Population (dernière pop. légale) | Densité (hab./km2) | Modifier                                    |
| ----------------------------------------- | ---------- | --------------------------- | ---------------- | --------------------------------- | ------------------ | ------------------------------------------- |
| Agon-Coutainville (bureau centralisateur) | 50003      | CC Coutances Mer et Bocage  | 12,35            | 3 013 (2022)                      | 244                | modifier les données · modifier les données |
| Auxais                                    | 50024      | CC Côte Ouest Centre Manche | 7,76             | 173 (2022)                        | 22                 | modifier les données · modifier les données |
| Blainville-sur-Mer                        | 50058      | CC Coutances Mer et Bocage  | 11,60            | 1 604 (2022)                      | 138                | modifier les données · modifier les données |
| Feugères                                  | 50181      | CC Côte Ouest Centre Manche | 8,31             | 353 (2022)                        | 42                 | modifier les données · modifier les données |
| Geffosses                                 | 50198      | CC Côte Ouest Centre Manche | 15,07            | 498 (2022)                        | 33                 | modifier les données · modifier les données |
| Gonfreville                               | 50208      | CC Côte Ouest Centre Manche | 9,04             | 162 (2022)                        | 18                 | modifier les données · modifier les données |
| Gorges                                    | 50210      | CC Côte Ouest Centre Manche | 22,67            | 347 (2022)                        | 15                 | modifier les données · modifier les données |
| Gouville-sur-Mer                          | 50215      | CC Coutances Mer et Bocage  | 34,55            | 3 266 (2022)                      | 95                 | modifier les données · modifier les données |
| Hauteville-la-Guichard                    | 50232      | CC Coutances Mer et Bocage  | 11,98            | 452 (2022)                        | 38                 | modifier les données · modifier les données |
| Marchésieux                               | 50289      | CC Côte Ouest Centre Manche | 19,89            | 684 (2022)                        | 34                 | modifier les données · modifier les données |
| Montcuit                                  | 50340      | CC Coutances Mer et Bocage  | 4,79             | 185 (2022)                        | 39                 | modifier les données · modifier les données |
| Muneville-le-Bingard                      | 50364      | CC Coutances Mer et Bocage  | 19,81            | 730 (2022)                        | 37                 | modifier les données · modifier les données |
| Nay                                       | 50368      | CC Côte Ouest Centre Manche | 2,51             | 68 (2022)                         | 27                 | modifier les données · modifier les données |
| Périers                                   | 50394      | CC Côte Ouest Centre Manche | 14,62            | 2 355 (2022)                      | 161                | modifier les données · modifier les données |
| Raids                                     | 50422      | CC Côte Ouest Centre Manche | 6,80             | 208 (2022)                        | 31                 | modifier les données · modifier les données |
| Saint-Germain-sur-Sèves                   | 50482      | CC Côte Ouest Centre Manche | 8,19             | 174 (2022)                        | 21                 | modifier les données · modifier les données |
| Saint-Malo-de-la-Lande                    | 50506      | CC Coutances Mer et Bocage  | 4,01             | 462 (2022)                        | 115                | modifier les données · modifier les données |
| Saint-Martin-d'Aubigny                    | 50510      | CC Côte Ouest Centre Manche | 15,16            | 606 (2022)                        | 40                 | modifier les données · modifier les données |
| Saint-Sauveur-Villages                    | 50550      | CC Coutances Mer et Bocage  | 53,70            | 3 250 (2022)                      | 61                 | modifier les données · modifier les données |
| Saint-Sébastien-de-Raids                  | 50552      | CC Côte Ouest Centre Manche | 5,27             | 325 (2022)                        | 62                 | modifier les données · modifier les données |
| Canton d'Agon-Coutainville                | 5001       |                             | 288,08           | 18 915 (2022)                     | 66                 | modifier les données                        |

## Démographie
En 2022, le canton comptait 18 915 habitants, en évolution de +3,02 % par rapport à 2016 (Manche : −0,31 %, France hors Mayotte : +2,11 %).
| 2013   | 2018   | 2022   |
| ------ | ------ | ------ |
| 18 232 | 18 415 | 18 915 |